# Ascoli Satriano
Ascoli Satriano is een gemeente in de Italiaanse provincie Foggia (regio Apulië) en telt 6318 inwoners (31-12-2004). De oppervlakte bedraagt 335,4 km², de bevolkingsdichtheid is 19 inwoners per km².
De volgende frazioni maken deel uit van de gemeente: San Carlo.

## Demografie
Ascoli Satriano telt ongeveer 2285 huishoudens. Het aantal inwoners daalde in de periode 1991-2001 met 6,9% volgens cijfers uit de tienjaarlijkse volkstellingen van ISTAT.
| Jaar | Inwoneraantal |
| ---- | ------------- |
| 1991 | 6842          |
| 2001 | 6373          |

## Geografie
Ascoli Satriano grenst aan de volgende gemeenten: Candela, Castelluccio dei Sauri, Cerignola, Deliceto, Foggia, Lavello (PZ), Melfi (PZ), Ordona, Orta Nova, Stornarella.

## Geboren
- Michele Placido (1946), acteur en regisseur